# Clizio (figlio di Eurito)
Clizio (in greco antico Κλυτίος Klytìos) era un personaggio della mitologia greca ed uno dei figli di Eurito e di Antiope.

## Mitologia
Clito appoggiò suo padre quando accusò Eracle del furto del suo bestiame e fu ucciso.
Secondo Igino fu anche uno dei pretendenti di Elena e tra gli Argonauti, con il fratello Ifito.